# Cryptanalyse linéaire
La cryptanalyse linéaire est une technique inventée par Mitsuru Matsui, chercheur chez Mitsubishi Electric. Elle date de 1993 et fut développée à l'origine pour casser l'algorithme de chiffrement symétrique DES. Ce type de cryptanalyse se base sur un concept antérieur à la découverte de Matsui : les expressions linéaires probabilistes. Ces dernières ont été étudiées par Henri Gilbert et Anne Tardy-Corfdir dans le cadre d'une attaque sur FEAL. 
La cryptanalyse linéaire est plus efficace que la cryptanalyse différentielle, mais moins pratique pour la simple et bonne raison que l'on part du principe que l'attaquant ne dispose pas de la boîte noire symbolisant l'algorithme de chiffrement, et qu'il ne peut pas soumettre ses propres textes. Dans le cas de DES, cette attaque nécessitait à l'origine {\displaystyle 2^{47}} couples (tous chiffrés avec la même clé) que l'attaquant a pu récupérer par un moyen ou un autre. Par la suite, Matsui améliore son algorithme en 1994 et propose une solution avec {\displaystyle 2^{43}} couples. La complexité avec une bonne implémentation est toutefois inférieure et de l'ordre de {\displaystyle 2^{39}} opérations DES. 
La cryptanalyse linéaire consiste à faire une approximation linéaire de l'algorithme de chiffrement en le simplifiant. En augmentant le nombre de couples disponibles, on améliore la précision de l'approximation et on peut en extraire la clé. Tous les nouveaux algorithmes de chiffrement doivent veiller à être résistants à ce type d'attaque. DES n'était pas conçu pour empêcher ce genre de méthode, les tables de substitution (S-Boxes) présentent en effet certaines propriétés linéaires, alors qu'elles étaient justement prévues pour ajouter une non-linéarité à DES.
Elle a par la suite été appliquée avec succès sur plusieurs algorithmes comme LOKI, FEAL ou une version simplifiée de Serpent. Les algorithmes plus récents comme AES (Rijndael), IDEA, et bien d'autres encore, sont insensibles à une attaque linéaire. La complexité de l'attaque est dans ces cas largement supérieure à celle d'une recherche exhaustive.

## Équations linéaires et substitutions
Soit par exemple une table de substitution avec 8 éléments, la fonction S est la fonction substitution. En effectuant S(X), on effectue une première substitution pour obtenir Y. Lors du déchiffrement, on appliquera l'opération inverse, c’est-à-dire S⁻¹(Y)=S⁻¹(S(X))=X.  
| X   | Y   |
| --- | --- |
| 000 | 010 |
| 001 | 100 |
| 010 | 000 |
| 011 | 111 |
| 100 | 001 |
| 101 | 110 |
| 110 | 101 |
| 111 | 011 |

Une telle table est non-linéaire mais la combinaison de plusieurs substitutions et opérations peut annuler en partie la non-linéarité; c'est la faille recherchée par la cryptanalyse linéaire. Le terme linéaire se réfère en fait à une expression de la forme suivante (avec {\displaystyle \oplus } l'opération binaire XOR) :
{\displaystyle X_{1}\oplus X_{2}\oplus X_{3}\oplus \ldots \oplus X_{N}=Y_{1}\oplus Y_{2}\oplus Y_{3}\oplus \ldots \oplus Y_{N}}.
Le vecteur X est l'entrée et Y la sortie de la fonction que l'on essaie d'approcher avec cette équation booléenne. La variable {\displaystyle X_{i}} correspond à la valeur du ième bit de X. 
Cette expression est équivalente à :
{\displaystyle X_{1}\oplus X_{2}\oplus X_{3}\oplus \ldots \oplus X_{N}\oplus Y_{1}\oplus Y_{2}\oplus Y_{3}\oplus \ldots \oplus Y_{N}=0}.

### Exemple d'équations
La cryptanalyse linéaire vise à attribuer des vraisemblances aux équations possibles. Par exemple, considérons les deux équations suivantes : 
1. {\displaystyle X_{1}\oplus X_{2}\oplus X_{3}=Y_{1}\oplus Y_{2}}
2. {\displaystyle X_{2}\oplus X_{3}=Y_{3}}

On applique maintenant ces équations sur notre table de substitution de la section précédente.
| {\displaystyle X} | {\displaystyle Y} | {\displaystyle X_{1}\oplus X_{2}\oplus X_{3}} | {\displaystyle Y_{1}\oplus Y_{2}} |
| ----------------- | ----------------- | --------------------------------------------- | --------------------------------- |
| 000               | 010               | 0                                             | 1                                 |
| 001               | 100               | 1                                             | 1                                 |
| 010               | 000               | 1                                             | 0                                 |
| 011               | 111               | 0                                             | 0                                 |
| 100               | 001               | 1                                             | 0                                 |
| 101               | 110               | 0                                             | 0                                 |
| 110               | 101               | 0                                             | 1                                 |
| 111               | 011               | 1                                             | 1                                 |

| {\displaystyle X} | {\displaystyle Y} | {\displaystyle X_{2}\oplus X_{3}} | {\displaystyle Y_{3}~} |
| ----------------- | ----------------- | --------------------------------- | ---------------------- |
| 000               | 010               | 0                                 | 0                      |
| 001               | 100               | 1                                 | 0                      |
| 010               | 000               | 1                                 | 0                      |
| 011               | 111               | 0                                 | 1                      |
| 100               | 001               | 0                                 | 1                      |
| 101               | 110               | 1                                 | 0                      |
| 110               | 101               | 1                                 | 1                      |
| 111               | 011               | 0                                 | 1                      |

On voit que la première équation est satisfaite 4 fois sur 8 alors que l'équation (2) ne l'est que 2 sur 8. L'équation (1) est donc une meilleure approximation de la substitution, mais ce n'est pas forcément la meilleure, un calcul sur toutes les équations possibles permet de répondre à cette question. 
On répète ce type d'estimation sur diverses portions de l'algorithme de chiffrement, cette étape varie selon son architecture. Grâce à ces approximations, on tente de retrouver des portions des clés intermédiaires (les subkeys).

## Exemple
Considérons maintenant un algorithme de chiffrement très simple qui prend 3 bits en entrée et fournit 3 bits chiffrés en sortie. 

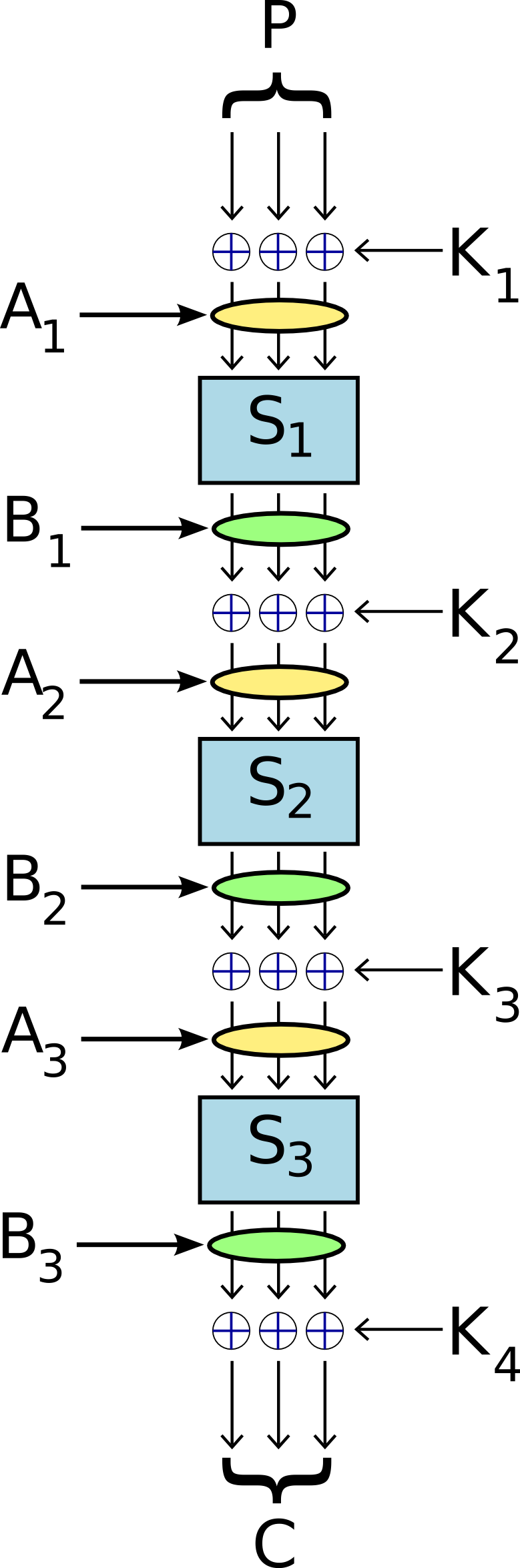
Notre algorithme de chiffrement

### Notation
Soit {\displaystyle P~} la donnée en clair de 3 bits. Soit {\displaystyle C~}, le résultat final et chiffré de 3 bits. Soit quatre clés intermédiaires {\displaystyle K_{1},K_{2},K_{3},K_{4}~} tirées de la clé principale et utilisées pour les trois stages intermédiaires et le XOR final. Soit {\displaystyle S_{i}(x)~}, la fonction "substitution" avec la table de substitution n°i. Soit {\displaystyle K_{i,j}~} la notation pour le bit j de la clé i.  Les trois tables sont similaires à celle décrite auparavant.

### Chiffrement
La procédure de chiffrement s'effectue comme suit : 
1. {\displaystyle A_{1}=K_{1}\oplus P}
2. {\displaystyle B_{1}=S_{1}(A_{1})~}
3. {\displaystyle A_{2}=K_{2}\oplus B_{1}}
4. {\displaystyle B_{2}=S_{2}(A_{2})~}
5. {\displaystyle A_{3}=K_{3}\oplus B_{2}}
6. {\displaystyle B_{3}=S_{3}(A_{3})~}
7. {\displaystyle C=K_{4}\oplus B_{3}}

En résumé, on applique un XOR avec une clé intermédiaire, on substitue avec une table différente à chaque fois et on recommence.

### Création de l'approximation linéaire
On considère maintenant deux approximations linéaires suivantes pour les deux premières tables de substitution.  :
- {\displaystyle S_{1}:X_{1}\oplus X_{2}\oplus X_{3}=Y_{2}}
- {\displaystyle S_{2}:X_{2}=Y_{1}\oplus Y_{3}}

Nous convenons, pour cet exemple, que la première table a une probabilité de 3/4 et la deuxième une probabilité de 2/7. 
Ces équations linéaires peuvent maintenant être incorporées dans la procédure de chiffrement.

#### Première étape du chiffrement
À l'origine, nous avons {\displaystyle B_{1}=S_{1}(A_{1})~}.
Avec l'approximation sur la première substitution S1, on peut écrire  {\displaystyle B_{1,2}=A_{1,1}\oplus A_{1,2}\oplus A_{1,3}}.
Or {\displaystyle A_{1}~} est équivalent à {\displaystyle K_{1}\oplus P}, nous remplaçons donc {\displaystyle A_{1}~} : {\displaystyle B_{1,2}=(K_{1,1}\oplus P_{1})\oplus (K_{1,2}\oplus P_{2})\oplus (K_{1,3}\oplus P_{3})}.

#### Deuxième étape du chiffrement
L'étape suivante dans le chiffrement consiste à faire un XOR entre B1 et la clé K2. Nous intégrons directement ce résultat avec la dernière équation obtenue à l'étape précédente : 
{\displaystyle A_{2,2}=B_{1,2}\oplus K_{2,2}}
soit
{\displaystyle A_{2,2}={\Big (}(K_{1,1}\oplus P_{1})\oplus (K_{1,2}\oplus P_{2})\oplus (K_{1,3}\oplus P_{3}){\Big )}\oplus K_{2,2}}.

#### Troisième étape du chiffrement
À ce stade, nous avons l'équation linéaire suivante :
{\displaystyle A_{2,2}={\Big (}(K_{1,1}\oplus P_{1})\oplus (K_{1,2}\oplus P_{2})\oplus (K_{1,3}\oplus P_{3}){\Big )}\oplus K_{2,2}}.
Nous appliquons maintenant la 2e substitution {\displaystyle S_{2}:X_{2}=Y_{1}\oplus Y_{3}} : 
{\displaystyle A_{2,2}=B_{2,1}\oplus B_{2,3}}.
En substituant : 
{\displaystyle {\Big (}(K_{1,1}\oplus P_{1})\oplus (K_{1,2}\oplus P_{2})\oplus (K_{1,3}\oplus P_{3}){\Big )}\oplus K_{2,2}=B_{2,1}\oplus B_{2,3}}.

#### Quatrième étape
La sortie de l'étape précédente est maintenant chiffrée avec la clé {\displaystyle K_{3}~} donc {\displaystyle A_{3}=B_{2}\oplus K_{3}} , {\displaystyle B_{2}=A_{3}\oplus K_{3}}Ceci implique cette équation :  
Ceci donne finalement : 
{\displaystyle {\Big (}(K_{1,1}\oplus P_{1})\oplus (K_{1,2}\oplus P_{2})\oplus (K_{1,3}\oplus P_{3}){\Big )}\oplus K_{2,2}=(A_{3,1}\oplus K_{3,1})\oplus (A_{3,3}\oplus K_{3,3})}.
Nous arrangeons cette équation pour regrouper les termes : 
{\displaystyle (K_{1,1}\oplus K_{1,2}\oplus K_{1,3}\oplus K_{2,2}\oplus K_{3,1}\oplus K_{3,3})\oplus (P_{1}\oplus P_{2}\oplus P_{3})\oplus (A_{3,1}\oplus A_{3,3})=0}.
De manière plus condensée : 
{\displaystyle \Sigma K\oplus (P_{1}\oplus P_{2}\oplus P_{3})\oplus (A_{3,1}\oplus A_{3,3})=0}
avec {\displaystyle \Sigma K=(K_{1,1}\oplus K_{1,2}\oplus K_{1,3}\oplus K_{2,2}\oplus K_{3,1}\oplus K_{3,3})}.
Nous avons maintenant une approximation linéaire qui dépend de :
- une partie des trois clés intermédiaires
- le texte en clair
- une partie de l'entrée de la dernière table de substitution

Par l'application du lemme Piling-Up de Matsui et en fixant {\displaystyle \Sigma K} à 0 ou 1, nous pouvons découvrir la probabilité que cette équation soit valable. Nous avons deux approximations dont nous connaissons les probabilités (grâce à l'analyse des boîtes de substitution). Avec deux approximations, n= 2 : 
{\displaystyle 1/2+2^{n-1}(1/2-3/4)(1/2-2/7)\approx 0.607}.
Notre approximation a environ 3 chances sur 5 d'être valable. En essayant d'améliorer cette probabilité, on affine l'approximation linéaire et on récupère de plus en plus d'informations sur l'algorithme. Pour cela, il est nécessaire de disposer d'un nombre de messages en clair et de leurs équivalents chiffrés. Les effets des boîtes de substitution une fois combinées étant difficiles à estimer, des données importantes sont à même d'améliorer le modèle.
Une étape cruciale dans la cryptanalyse linéaire est la récupération de la dernière clé, celle qui boucle le chiffrement après une dernière substitution.

### Récupération des clés

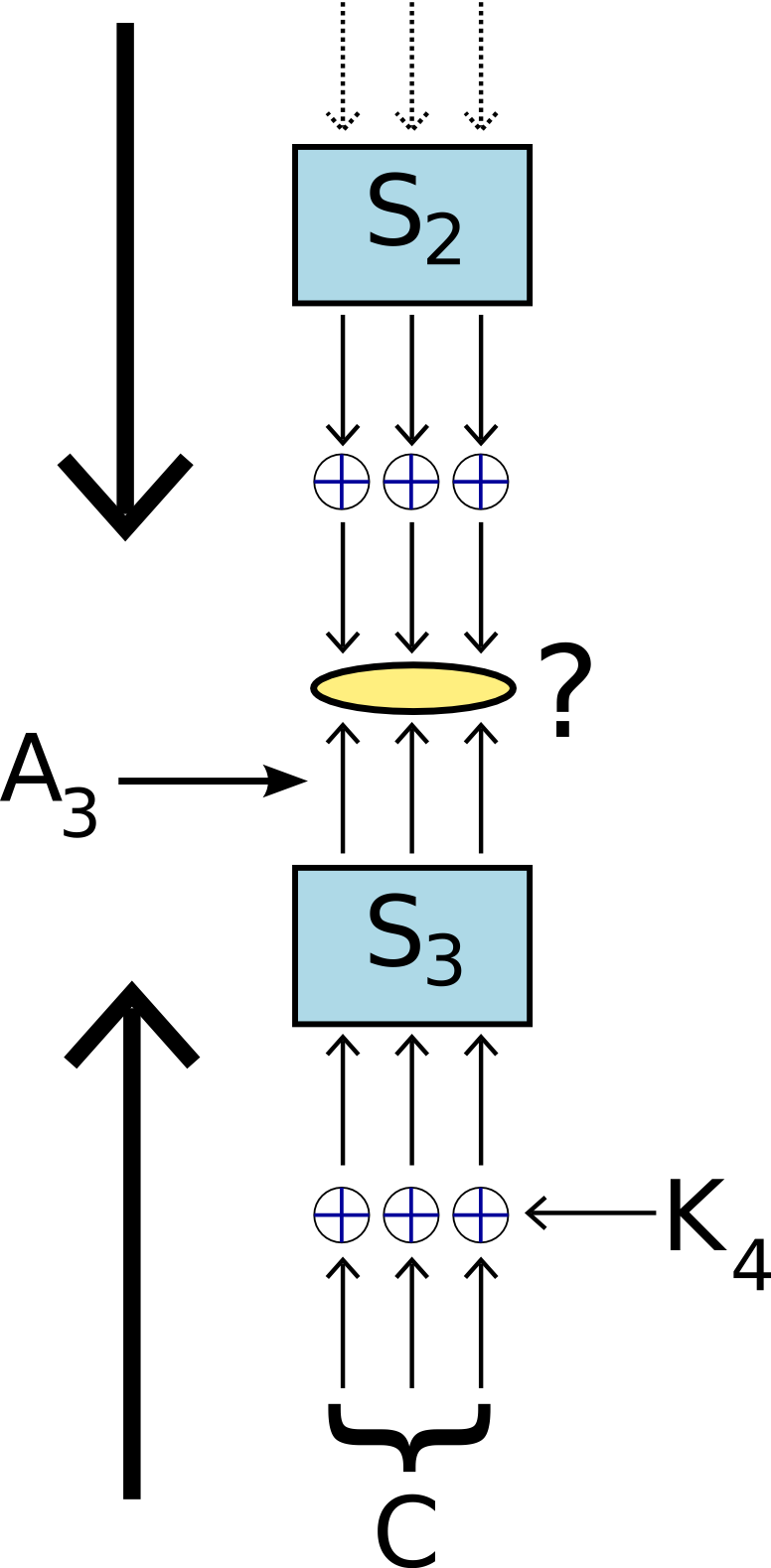
Récupération de la clé en commençant par la fin et en confrontant les résultats à l'estimation linéaire

Nous avons sous la main une approximation des 3 premiers tours de notre algorithme de chiffrement, mais il manque la clé du dernier tour, soit {\displaystyle K_{4}~} dans notre cas. C'est ici qu'interviennent les messages chiffrés à notre disposition. Nous prenons un message et essayons de le déchiffrer en testant toutes les clés {\displaystyle K_{4}~} possibles. On s'intéresse plus particulièrement aux résultats à la fin du chiffrement. Plus précisément, nous prenons un message chiffré {\displaystyle C~} et effectuons un XOR avec la dernière clé {\displaystyle K_{4}~} : {\displaystyle C\oplus K_{4}}. Cela correspond à la sortie de la dernière table de substitution. Nous effectuons maintenant la substitution inverse, la table étant connue : {\displaystyle S_{3}^{-1}(C\oplus K_{4})}. 
Or cette valeur correspond en fait au membre de gauche de notre équation linéaire. Nous avons ainsi : {\displaystyle S_{3}^{-1}(C\oplus K_{4})=A_{3}}. On peut donc avoir une estimation de la validité des clés testées en comparant la valeur exacte retournée par la substitution inverse et notre approximation linéaire sur tout ou une partie des bits. Avec un grand nombre de paires de messages, on peut rendre plus précise les estimations. Pour découvrir les autres clés intermédiaires, on attaque l'algorithme en remontant progressivement dans les tours jusqu'à arriver à la première clé.
Sur des chiffrements plus complexes comme DES, on ne s'intéresse qu'à une partie des sous-clés afin de diminuer la complexité de l'attaque. Une étude plus poussée permet de déterminer quels bits de la dernière sous-clé ont vraiment une influence sur l'approximation linéaire. Dans son exemple avec un DES de 8 tours, Matsui indique que, malgré la présence de la dernière clé (de 48 bits) dans l'équation, seuls 6 bits de cette dernière clé influencent le terme où elle apparaît.
Plusieurs autres techniques ont été développées pour améliorer les performances de cette cryptanalyse.